# Bengt Lassen
Bengt Fredrik Christian Lassen, född den 22 september 1908 i Landskrona, död den 22 januari 1974 i Stockholm, var en svensk jurist och bokförläggare.

## Biografi
Med danskt ursprung föddes Lassen i Landskrona. Efter studentexamen studerade han juridik vid Lunds universitet och blev jur.kand. 1931. Därpå gjorde han tingstjänstgöring i Landskrona. 
År 1934 fick Lassen förordnande som fiskal i Skånska hovrätten. Han hade sedan en rad meriterande sekreteraruppdrag, och redan vid 28 års ålder utsågs han till byråchef vid militieombudsmannaexpeditionen. Denna befattning innehade han till 1944, då han återvände till justitiedepartementet. Hans huvuduppgifter föll där inom den då pågående stora rättegångsreformen, och efter att denna trätt i kraft 1949 blev han chef för processlagbyrån. Två år tidigare hade han fått fullmakt som hovrättsråd i den nyinrättade hovrätten för västra Sverige, där han dock aldrig kom att tjänstgöra.
Privat var han en framstående bibliofil, specialiserad på latinska klassiker, som han samlade på i äldre utgåvor. Efter hans död försåldes samlingen 2020 genom Centralantikvariatet i Stockholm, som utgav en rikt illustrerad katalog. I denna ingår en längre tidigare inte publicerad essä, "Mina latinska klassiker", författad av Lassen.

### Förlagsarbetet
När sysslan som VD för bokförlaget Norstedt & Söner blev ledig 1953, övertalades Lassen av dess ordförande Birger Ekeberg att anta detta uppdrag. De hade båda under lång tid samarbetat i kretsen kring Svensk juristtidning, vars redaktion Lassen tillhört sedan 1946, först som redaktionssekreterare och sedan 1952 som redaktör.
Lassen var Norstedts VD under åren 1953–1973, en tid under vilket företaget expanderade och hade ekonomisk framgång. Han värnade särskilt den juridiska utgivningen.
Som chef för Norstedts kom Lassen att spela en central roll inom bokförlags- och tryckeribranscherna. Han tillhörde Svenska bokförläggareföreningens styrelse under nitton år, varav elva som ordförande. 

### Privatliv
Privat var Lassen en god latinare och framstående bibliofil, specialiserad på latinska klassiker i äldre utgåvor. Efter hans död försåldes samlingen 2020 av Centralantikvariatet i Stockholm, som utgav en rikt illustrerad katalog. I denna ingår en dittills opublicerad 18-sidig essä av honom, "Mina latinska klassiker". Bengt Lassen är begravd på Skogskyrkogården i Stockholm.

## Styrelsearbeten
I internationella sammanhang, som lokalstyrelsen för de nordiska juristmötena, Nordiska bokförläggarrådet och International Publishers' Association, gjorde sig Lassen snabbt gällande genom sin mångspråkighet, sin retoriska kraft och sina djupa juridiska kunskaper, bland annat på det upphovsrättsliga området. Som ledamot av, och under många år ordförande, i Stockholms handelskammares lagstiftningsutskott deltog han aktivt i det förberedande arbetet på handelskammarens remissyttranden och andra framställningar i lagstiftningsfrågor.

## Hedersbetygelser
Lassen utsågs till juris hedersdoktor vid Lunds universitet 1972. I Norstedts porträttsamling har hans huvud utförts i brons av skulptören Carl Thorsjö.